# Gela J.T. 2002-2003
Questa voce raccoglie le informazioni riguardanti il Gela J.T. nelle competizioni ufficiali della stagione 2002-2003.

## Rosa
| N. |                     | Ruolo | Calciatore                   |
| -- | ------------------- | ----- | ---------------------------- |
| -  | Italia (bandiera)   | P     | Antonio Castelli             |
| -  | Italia (bandiera)   | P     | Andrea Panico                |
| -  | Italia (bandiera)   | D     | Michele Cataldi              |
| -  | Germania (bandiera) | D     | Salvatore Colletto           |
| -  | Italia (bandiera)   | D     | Sebastiano Falanca           |
| -  | Italia (bandiera)   | D     | Luigi Milazzo                |
| -  | Italia (bandiera)   | D     | Alfredo Pappalardo           |
| -  | Italia (bandiera)   | D     | Francesco Priolo             |
| -  | Italia (bandiera)   | D     | Massimo Savio                |
| -  | Italia (bandiera)   | D     | Nazzareno Scopelliti         |
| -  | Italia (bandiera)   | D     | Antonio Tilaro               |
| -  | Italia (bandiera)   | C     | Lorenzo Battaglia            |
| -  | Italia (bandiera)   | C     | Giuseppe Cristian Ciaramella |
| -  | Italia (bandiera)   | C     | Giuseppe Ciulla              |

| N. |                   | Ruolo | Calciatore                   |
| -- | ----------------- | ----- | ---------------------------- |
| -  | Italia (bandiera) | C     | Marco Comandatore (capitano) |
| -  | Italia (bandiera) | C     | Fabio Consagra               |
| -  | Italia (bandiera) | C     | Francesco Diletto            |
| -  | Italia (bandiera) | C     | Carmelo Formisano            |
| -  | Italia (bandiera) | C     | Calogero Lo Bue              |
| -  | Italia (bandiera) | C     | Santo Matinella              |
| -  | Italia (bandiera) | C     | Gianluca Procopio            |
| -  | Italia (bandiera) | A     | Diego Albano                 |
| -  | Italia (bandiera) | A     | Roberto Conte                |
| -  | Italia (bandiera) | A     | Emilio Docente               |
| -  | Italia (bandiera) | A     | Giuseppe Domicoli            |
| -  | Italia (bandiera) | A     | Francesco Erbini             |
| -  | Italia (bandiera) | A     | Simone Pardo                 |

## Statistiche
Statistiche aggiornate al 23 novembre 2016.

### Statistiche squadra
| Competizione         | Punti | In casa | In casa | In casa | In casa | In casa | In casa | In trasferta | In trasferta | In trasferta | In trasferta | In trasferta | In trasferta | Totale | Totale | Totale | Totale | Totale | Totale | DR |
| Competizione         | Punti | G       | V       | N       | P       | Gf      | Gs      | G            | V            | N            | P            | Gf           | Gs           | G      | V      | N      | P      | Gf     | Gs     | DR |
| -------------------- | ----- | ------- | ------- | ------- | ------- | ------- | ------- | ------------ | ------------ | ------------ | ------------ | ------------ | ------------ | ------ | ------ | ------ | ------ | ------ | ------ | -- |
| Serie C2             | -     | 0       | 0       | 0       | 0       | 0       | 0       | 0            | 0            | 0            | 0            | 0            | 0            | 0      | 0      | 0      | 0      | 0      | 0      | 0  |
| Coppa Italia Serie C | -     | 0       | 0       | 0       | 0       | 0       | 0       | 0            | 0            | 0            | 0            | 0            | 0            | 0      | 0      | 0      | 0      | 0      | 0      | 0  |
| Totale               | -     | 0       | 0       | 0       | 0       | 0       | 0       | 0            | 0            | 0            | 0            | 0            | 0            | 0      | 0      | 0      | 0      | 0      | 0      | 0  |

### Andamento in campionato
| Giornata  | 1 | 2 | 3 | 4 | 5 | 6 | 7 | 8 | 9 | 10 | 11 | 12 | 13 | 14 | 15 | 16 | 17 | 18 | 19 | 20 | 21 | 22 | 23 | 24 | 25 | 26 | 27 | 28 | 29 | 30 | 31 | 32 | 33 | 34 |
| --------- | - | - | - | - | - | - | - | - | - | -- | -- | -- | -- | -- | -- | -- | -- | -- | -- | -- | -- | -- | -- | -- | -- | -- | -- | -- | -- | -- | -- | -- | -- | -- |
| Luogo     |   |   |   |   |   |   |   |   |   |    |    |    |    |    |    |    |    |    |    |    |    |    |    |    |    |    |    |    |    |    |    |    |    |    |
| Risultato |   |   |   |   |   |   |   |   |   |    |    |    |    |    |    |    |    |    |    |    |    |    |    |    |    |    |    |    |    |    |    |    |    |    |
| Posizione |   |   |   |   |   |   |   |   |   |    |    |    |    |    |    |    |    |    |    |    |    |    |    |    |    |    |    |    |    |    |    |    |    |    |

Legenda:

Luogo: C = Casa; T = Trasferta. Risultato: V = Vittoria; N = Pareggio; P = Sconfitta.

### Statistiche dei giocatori
| Giocatore    | Serie C2 | Serie C2 | Serie C2    | Serie C2   | Coppa Italia Serie C | Coppa Italia Serie C | Coppa Italia Serie C | Coppa Italia Serie C | Totale   | Totale | Totale      | Totale     |
| Giocatore    | Presenze | Reti     | Ammonizioni | Espulsioni | Presenze             | Reti                 | Ammonizioni          | Espulsioni           | Presenze | Reti   | Ammonizioni | Espulsioni |
| ------------ | -------- | -------- | ----------- | ---------- | -------------------- | -------------------- | -------------------- | -------------------- | -------- | ------ | ----------- | ---------- |
| L. Battaglia | 0        | 0        | 0           | 0          | 0                    | 0                    | 0                    | 0                    | 0        | 0      | 0           | 0          |